# Surto de microcefalia no Brasil
O surto de microcefalia no Brasil é um grande aumento de casos de microcefalia ocorrido no Brasil, tendo se iniciado no segundo semestre de 2015. Tal surto se iniciou nos estados do nordeste, se alastrando depois por 21 estados da federação, sendo o maior número de casos diagnosticados em Pernambuco, e que foi associado ao vírus Zika. tal aumento repentino de casos dessa malformação levou o ministério da saúde a decretar emergência em saúde publica no país

## Surgimento
O surto teve início entre agosto e setembro, em Pernambuco, tendo sido notificado ao ministério da saúde apenas em 27 de outubro de 2015, além desse estado, que possui o maior número de casos suspeitos e confirmados, já foram identificados casos em vários outros estados e no Distrito Federal. O número crescente de casos levou o ministério da saúde a mudar o critério para o diagnóstico da microcefalia, passando a considerar recém-nascidos com a circunferência do crânio menor que 32 centímetros, que é o critério adotado pela OMS, anteriormente, usava se como critério crânios menores que 33 centímetros

## Causa
Tem sido apontado como a causa do surto o vírus Zika, identificado primeiramente na Bahia em maio de 2015, tendo sido trazido para o Brasil provavelmente durante a Copa do Mundo de 2014. Inicialmente a relação entre esse vírus e a microcefalia era considerada apenas provável, mas em 28 de novembro de 2015 o Ministério da Saúde confirmou tal ligação, após a necrópsia do corpo de um bebê que morreu devido a essa má-formação